# Bartolomeo di Roye
Bartolomeo di Roye (1170 circa – 24 gennaio 1237) è stato un nobile francese consigliere del re Filippo II di Francia.
Dal 1208, Bartolomeo di Roye ricoprì la carica di Grand Chambrier de France e come tale divenne una delle figure più importanti della corte del re Filippo Augusto. Insieme a questi partecipò ala terza crociata e alla Battaglia di Bouvines.
Svolse, inoltre, un ruolo importante durante il regno di Luigi VIII e in occasione della reggenza di Bianca di Castiglia.